# Pedro Salcedo Puchades
Pedro Salcedo Puchades, řeholním jménem Pacifico z Valencie (23. února 1874, Valencie – 12. října 1936, Valencie) byl španělský římskokatolický řeholník Řádu menších bratří kapucínů a mučedník. Katolická církev ho uctívá jako blahoslaveného.

## Život
Narodil se 23. února 1874 ve Valencii jako druhý z pěti dětí Matíase Salceda a Eleny roz. Puchades. Pokřtěn byl o den později v rodné farnosti. Jeho rodina byla chudá, ale velmi křesťansky založená. Před vstupem do kláštera navštěvoval každou neděli klášter v Massamagrellu. Byl velmi mírumilovný a zbožný.
Dne 21. července 1899 vstoupil v Olleríi do kapucínského řádu. Dne 21. června 1900 složil své časné sliby a 21. února 1903 sliby věčné. Jeho působištěm se stal klášter v Massamagrellu kde vykonával funkci v žebrání. Podle svědků byl skromný, pokorný a asketický člověk. Byl velmi oddaný Panně Marii. Jeho postel byla pokryta kameny a střepy..
Po vypuknutí španělské občanské války a počátku pronásledování katolické církve roku 1936 se uchýlil do domu jednoho ze svých bratrů. Zde byl 12. října zajat milicionáři a odveden směrem od Monteolivete k vodní nádrži Azud, kde byl zastřelen. Celou cestu recitoval růženec. Následujícího dne tělo objevili jeho synovci. Při své smrti držel v levé ruce a pevně na hrudi krucifix. Pohřben byl na hřbitově ve Valencii, ale nepodařilo se jej identifikovat.

## Proces blahořečení
Dne 17. prosince 1957 byl ve valencijské arcidiecézi zahájen jeho proces blahořečení. Do procesu bylo zařazeno také dalších jedenáct kapucínů, pět klarisek-kapucínek a jedna bosá augustiniánka.
Dne 20. prosince 1999 uznal papež Jan Pavel II. jejich mučednictví. Blahořečeni byli 11. března 2001.